# 赵安仁 (北宋)
赵安仁（957年—1018年），字乐道。河南洛阳（今河南省洛阳市）人，北宋官员、学者、书法家。
幼年时，赵安仁即通敏聪慧，执笔即能写大字。十三岁通经传大旨，以文艺著称。雍熙二年（985年）进士，以蔭補任梓州榷盐院判官，以亲老未上任。当时国子监刻《五经正义》板本，以赵安仁善写楷书隶书，遂上奏留他书写。历任大理评事，光禄寺丞，召试翰林，下任著作佐郎、直集贤院。倍受宋太宗赏识。存世书刻有《金刚般若波罗蜜经》等。迁太常寺丞。
宋真宗即位，拜右正言，曾上疏急务者三：激励戎臣，举劝惩大典；拯救边民，行优恤之惠；车驾还京，重神武之威。大要者五：选将略；持兵势；求军谋；修军政；爱民力。重修《太祖实录》。咸平三年（1000年），同知贡举，旋迁知制诰。景德元年（1004年），为工部员外郎，翰林学士。景德三年（1006年），拜参知政事。
大中祥符五年（1008年）九月，参知政事、刑部侍郎赵安仁罢为兵部侍郎。此前，宋真宗欲立宠妃刘德妃为皇后，被众臣反对。赵安仁则推举前宰相沈伦的孙女沈才人为皇后。宋真宗并未怪罪他。后王钦若指赵安仁是为报沈伦知遇之恩，故宋真宗有所贬斥。赵安仁以兵部侍郎仍兼修史。国史成，迁右丞。天禧二年（1018年）迁御史中丞，五月暴病卒，赠吏部尚书，谥文定。
他以文擅长，尤工楷隶，喜好读书，所得俸禄多以购书，三馆旧阙虞世南《北堂书钞》，只有赵安仁家存有。时阅典籍，手自校雠，时称善本。曾采古事作《戴斗怀柔录》3卷。著有文集五十卷，今不存。《全宋诗》卷七四录其诗一首。《全宋文》卷一六三收其文十二篇。
父亲赵孚，娶吕蒙正次女。子赵温瑜、赵良规、赵承裕。